# العزله
العزله (به لاتین: Azela) یک منطقهٔ مسکونی در بنی عمران (الجزایر) است که در ناحیه ثنیه واقع شده‌است. العزله ۵ کیلومتر مربع مساحت دارد ۴۰۰ متر بالاتر از سطح دریا واقع شده‌است.